# Građevine
Građevina je ostvarenje građevinske tehnike. Građevina obično zauzima stalno tj. fiksno mjesto na zemlji isto kao i druge prirodne tvorevine. Na taj način građevine nadopunjuju i mijenjaju krajolik na zemlji. Ljudi su izgradili mnoštvo građevinskih objekata u koje spadaju i zgrade čije veće ili manje skupine tvore sela, naselja i gradove. Isti su povezani čitavom mrežom cesta i željezničkih pruga na kojima su prirodne zapreke savladavane mostovima i tunelima. Ljudi su uredili mnoga pristaništa na obalama, regulirali rijeke, doveli vodu u bezvodne krajeve, stvorili umjetna jezera (akumulacije), prokopima spojili mora i oceane i td... Takvim djelima ljudi nadopunjuju i mijenjaju prirodu u svoju korist. Takva djela nazivamo građevinskim objektima. Građevinski objekti su plod građevinske tehnike.
Povezanost građevina s tlom tj. njihovo fiksno mjesto na zemlji je glavna karakteristika po kojoj se djela građevinske tehnike bitno razlikuju od djela drugih grana tehnike. Građevine su npr. telegrafski stup i neboder i vodovod i autocesta. Građevina nije ni lokomotiva, ni čamac ni avion, pa ni tamburica premda se i te tvorevine grade.
Građevina je objekt na zemlji određene lokacije koji se sastoji od građevinskog dijela i ugrađene opreme, a zajedno čine tehničko tehnološku cjelinu.
Dio građevine je njezin segment koji može zasebno funkcionirati i kao segment predstavlja zasebnu tehničko tehnološku cjelinu.

### Dizajn građevinskih objekata
Građevinski inženjer nije umjetnik, a umjetničko oblikovanje objekata ili dizajn je od velike važnosti kako bi se objekt ili građevina uspješno integrirala u sredinu koja može biti urbana ili u prirodnom okruženju. Kako bi se građevina uspješno integrirala i bila oku ugodna potrebna je, dakle, kreativna ruka arhitekta. Arhitektura je integrirana u građevnu tehniku i čini jedan njen važan segment.

### Nastanak građevine
- Osnovne faze stvaranja građevine ili objekta su:

- 1. Projektiranje - pod projektiranjem podrazumijevamo istražne radove dokumentiranje istih te izradu projektne dokumentacije.
  2. Građenje
    1. pripremni radovi - raščišćavanje terena, priprema gradilišta, dovod vode i struje, odvodnja vode...
    2. građevinski radovi - zemljani, tesarski, betonski, armirano-betonski, armirački, zidarski... 
    3. završni radovi - krovopokrivački, bravarski, stolarski, limarski, sobo-slikarski, keramičarski,  staklorezački, krovopokrivački...
    4. instalaterski radovi - grijanje, plin. struja, telefon, klima uređaji, vodovod, kanalizacija...
    5. ugradba opreme - ugradba svega što je potrebno za funkcioniranje nekog prostora; postrojenja, uređaji, strojevi, plakari, vješalice, sudoperi...
    6. ugradba gotovih elemenata - montažni proizvodi tj. prefabricirani elementi

  3. Održavanje - održavanjem se smatra očuvanje namjene građevine. Održavanje građevine podrazumijeva djelovanja i mjere koje su nužne za sigurnost i mehaničku otpornost građevine.

### Tehnička svojstva bitna za građevinu
Građevina mora zadovoljiti nekim osnovnim zahtjevima. Osnovni zahtjevi koji se nameću za neki objekt su sljedeći:
1. Pouzdanost
2. Mehanička otpornost i stabilnost
3. Sigurnost u slučaju požara
4. Zaštita od ugrožavanja zdravlja ljudi
5. Zaštita korisnika od povreda
6. Zaštita od buke i vibracija
7. Ušteda energije i toplinska zaštita
8. Zaštita od korozije i vanjskih utjecaja

#### Pouzdanost
Pouzdanost je sposobnost građevine da izdrži sva predvidiva djelovanja, koja se javljaju pri normalnoj uporabi, te da zadrži odgovarajuća svojstva u predviđenom vremenu trajanja.

#### Mehanička otpornost i stabilnost
Građevina mora biti projektirana tako da za vrijeme građenja i korištenja ne dođe do:
- rušenja građevine i/ili jednog njezinog dijela

- deformacije i progibi konstrukcijskih elemenata nedopuštenog stupnja

- oštećenja građevinskog djela, objekata pored ili opreme zbog deformacije nosive konstrukcije ili tla.

#### Sigurnost u slučaju požara
građevina mora biti projektirana i izgrađena tako da se u slučaju požara:
- očuva nosivost konstrukcije tijekom određenog vremena trajanja požara što je određeno propisima i normativima.
- spriječi širenje vatre i dima unutar građevine
- spriječi širenje vatre na susjedne objekte
- omogući da osobe mogu ne ozlijeđene napustiti građevinu tj. da se omogući njihovo spašavanje
- omogući zaštita vatrogasne postrojbe i /ili spasilačke službe

Sigurnost u slučaju požara možemo omogućiti sljedećim mjerama i postupcima:
- izborom materijala koji ćemo ugraditi u objekt
- izborom nosive konstrukcije ili sustava
- primjenjivanjem tehničkih propisa
- ugradbom protupožarnih sustava

#### Zaštita od ugrožavanja zdravlja ljudi
Građevina mora udovoljavati zdravstvenim uvjetima i ne ugrožavati građane i okoliš.

#### Zaštita korisnika od povreda
Građevina mora biti projektirana i izgrađena tako da se tijekom korištenja izbjegnu sve nezgode korisnika građevine, kao što su:
- poskliznuća,
- padovi,
- sudari,
- opekotine,
- udari struje ili eksplozije.

Kako bi smo to postigli gradimo; propisana stubišta, ograde, parapete, odgovarajuće podne obloge, natpise s upozorenjima i sl.

#### Zaštita od buke i vibracija
Razina buke ne smije priječi dopuštene vrijednosti određene zakonom.  Projektira se tako da se vodi računa o izboru materijala i izolaciji. Stropovi odnosno podovi su najveći prijenosnici udarne buke, stoga se tu mora obratiti posebna pažnja.

#### Ušteda energije i toplinska zaštita
Građevina treba smanjiti gubitak topline, ali i spriječiti zagrijavanje unutrašnjosti zbog vanjskih utjecaja. To postižemo izborom konstrukcije, materijala, dimenzija te smještanjem objekta odgovarajuće na lokaciju i dodavanjem toplinske izolacije. Danas se vodi velika briga o energetskoj učinkovitosti zbog nedostatnih količina energenata.

#### Zaštita od korozije
Vitalni dijelovi građevine moraju biti zaštićeni od korozivnog djelovanja okoline, štetnog djelovanja oborinske i podzemne vode, kao i od agresivnog tla i zraka. Korozija je propadanje svih vrsta materijala. Koroziju možemo izbjeći izborom i kombinacijom materijala u projektu i kod izgradnje.

## Vanjske poveznice
- Hrvatski zakon o gradnji